# Ignaz Spies
Ignaz Spies (* 20. Dezember 1831 in Schlettstadt; † 28. Juli 1899 in Schlettstadt) war Bürgermeister und Mitglied des Deutschen Reichstags.

## Leben
Spies besuchte die Gymnasien in Schlettstadt und Straßburg. Er war Mitglied des Bezirkstages des Unter-Elsasses seit dem Jahre 1886 und Mitglied des Landes-Ausschusses von Elsaß-Lothringen seit 1888. Weiter war er Ehrenbürgermeister der Stadt Schlettstadt von 1886 bis 1893.
Ab 1896 war er Mitglied des Deutschen Reichstags für den Wahlkreis Elsaß-Lothringen 6 (Schlettstadt). Das Mandat endete mit seinem Tode.